# Ruud van Middelkoop
Rudolf Martinus van Middelkoop (Rotterdam, 13 juni 1945) is een Nederlands voormalig politicus namens de PvdA .

## Jeugd en loopbaan
Deze zoon van Gerarda Johanna Speyers doorliep eerst de HBS en studeerde bestuurssociologie aan de Nederlandse Economische Hogeschool, beide in Rotterdam. Zijn maatschappelijke functies waren onder meer marktonderzoeker, organisatieadviseur en docent pedagogische academie.
Bij de PvdA maakte hij zich sterk voor de lokale afdeling in zijn geboorteplaats. Hij was gedurende bijna 24 jaar gemeenteraadslid, met een korte onderbreking waarin hij lid was van de Tweede Kamerfractie als woordvoerder financiën en milieubeheer. Hij speelde als raadslid een rol bij het onderzoek naar het declaratiegedrag van oud-burgemeester Bram Peper.